# Sigurður Eggerz
Sigurður Eggerz (1 de marzo de 1875 – 16 de noviembre de 1945) fue un político islandés, quién ejerció dos veces no consecutivas como primer ministro de su país desde el 21 de julio de 1914 hasta el 4 de mayo de 1915, y desde el 7 de marzo de 1922 hasta el 22 de marzo de 1924.

## Carrera
Fue miembro de Alþingi de 1911 hasta 1915, de 1916 hasta 1926 y 1927 a 1931. Fue ministro de Finanzas de 1917 hasta 1920. Fue uno de los políticos que fundó el Partido de la Independencia en 1929. Se graduó en leyes de Universidad de Copenhague en 1903.

## Familia
Su esposa se llamaba Solveig, y tuvieron dos hijos: Petur y Erna. Petur Eggerz ingresó al Ministerio de Asuntos Exteriores, donde ejerció en varios cargos diplomáticos, incluyendo como embajador en Alemania, antes de retirarse a Islandia y convirtiéndose en un autor de superventas. Su nieta, Solveig Eggerz es una escritora estadounidense.